# Anoista insolita
Anoista insolita är en fjärilsart som beskrevs av Turner 1938. Anoista insolita ingår i släktet Anoista och familjen spinnmalar. Inga underarter finns listade i Catalogue of Life.